# Horistonotus bontai
Horistonotus bontai là một loài bọ cánh cứng trong họ Elateridae. Loài này được Wells miêu tả khoa học năm 2000.